# Marjana Novak
Marjana Novak, slovenska političarka, * ?.
Med 23. februarjem 1995 in 17. aprilom 1997 je bila državna sekretarka Republike Slovenije na Ministrstvu za promet in zveze Republike Slovenije.